# Maskenschnecke
Die Maskenschnecke (Isognomostoma isognomostomos), auch Geritzte Maskenschnecke genannt, ist eine Landschneckenart aus der Familie der Schnirkelschnecken (Helicidae), die in die Unterordnung der Landlungenschnecken (Stylommatophora) gestellt wird. Der Name Maskenschnecke rührt von der manche an einen grinsenden Mund erinnernden Mündung der Schale her.

## Merkmale
Das Gehäuse ist flach-kegelförmig und misst 4-7 × 11-14 mm. Es weist 5 bis 6 Windungen mit mäßig gewölbten Umgängen auf. Die Peripherie des Umgangs ist gerundet, die Unterseite ist abgeflacht. Der Nabel ist geschlitzt und manchmal vom Mundsaum bedeckt. Der Basalrand und der Außenrand der Mündung sind innen lamellenartig verdickt, der Außenrand und Basalrand sind zahnartig ausgezogen. Die Gehäusemündung ist gerundet-dreieckig. Die Schale ist relativ dünn und durchscheinend; sie ist hornbraun gefärbt. Die Oberseite ist fein gekörnelt und mit feinen, relativ langen Härchen besetzt. 
Rücken, Kopf und Fühler des Tieres sind fast schwarz gefärbt, die Sohle ist grau.

## Lebensweise, Vorkommen und Verbreitung
Die Maskenschnecke lebt bevorzugt im Felsschutt von relativ feuchten Laubwäldern im Gebirge bzw. im Hügelland. In der Vertikalen kommt sie von etwa 300 m bis in etwa 1800 m Höhe vor. Sie ernährt sich von vermoderten Pflanzenteilen, aber auch Pilzen. Für die Winterruhe wird das Gehäuse mit einem kalkigen Epiphragma verschlossen.
Die Maskenschnecke kommt im zentralen Teil von Mitteleuropa vor. Das Verbreitungsgebiet erstreckt sich von den spanischen Pyrenäen im Westen, über Zentralfrankreich und Südostbelgien über die Schweiz, die südliche Hälfte von Deutschland, Tschechien, Österreich bis nach Polen, Lettland, weiter im Süden über Ungarn bis ins südliche Russland. Sie kommt aber innerhalb dieses Gebietes nur sehr zerstreut vor.

## Fortpflanzung
Die Maskenschnecke ist wie alle Landlungenschnecken ein Zwitter. Die Tiere befruchten sich gegenseitig; der Partner wird mit einem 2,2 mm langen, kalkigen Liebespfeil stimuliert. Die Eiablage erfolgt Ende Juni/Anfang Juli. Ansonsten ist über die Fortpflanzung wenig bekannt. Die Tiere werden bis zu fünf Jahre alt.

## Systematik
Die Art wurde 1784 von dem Naturforscher Johann Samuel Schröter unter dem Namen Helix isognomostomos erstmals beschrieben. Die Art wurde später auch unter dem Namen Helix personata Lamarck, 1792 beschrieben. Dieser Name ist ein jüngeres Synonym von Isognomostoma isognomostomos.

## Gefährdung
Die Vorkommen der Maskenschnecke sind sehr zerstreut; die Maskenschnecke ist daher kein häufiges Tier. Allerdings kommt sie in geeigneten Lebensräumen noch relativ zahlreich vor. Sie gilt daher in Deutschland als nicht gefährdet.

## Weichtier des Jahres
Die Maskenschnecke war 2007 Weichtier des Jahres. "Der Titel wird von einem Kuratorium vergeben, das es sich zur Aufgabe gemacht hat, die Öffentlichkeit über ausgewählte Arten zu informieren und auf diesem Wege auch molluskenkundliche Themen und Naturschutzprobleme bekannt zu machen."